# Мецинген (Тибинген)
Мецинген (њем. Metzingen) град је у њемачкој савезној држави Баден-Виртемберг. Једно је од 26 општинских средишта округа Ројтлинген. Према процјени из 2022. у граду је живјело 22.528 становника. Посједује регионалну шифру (AGS) 8415050.

## Географски и демографски подаци
Мецинген се налази у савезној држави Баден-Виртемберг у округу Ројтлинген. Град се налази на надморској висини од 350 метара. Површина општине износи 34,6 km². У самом граду је, према процјени из 2010. године, живјело 21.999 становника. Просјечна густина становништва износи 636 становника/km².

## Међународна сарадња
| Мјесто  | Држава               | Врста сарадње | Од    |
| ------- | -------------------- | ------------- | ----- |
| Нађкало | Мађарска             | партнерство   | 1992. |
| Хексам  | Уједињено Краљевство | партнерство   | 1989. |
|         | Француска            | партнерство   | 1979. |
| Извор   |                      |               |       |